# Akcjonariat pracowniczy
Akcjonariat pracowniczy (ESOP, ang. employee stock ownership plan) lub akcjonariat pracy – jedna z metod prywatyzacji, szczególnie popularna w Stanach Zjednoczonych. Również jedna z form udziału pracowników w zarządzaniu i zyskach przedsiębiorstwa (oprócz własności).
To forma dochodzenia przez pracowników do współwłasności przedsiębiorstwa, w którym pracują. ESOP polega na sprzedawaniu przedsiębiorstwa osobom będącym jego pracownikami, a operacja ta jest często finansowana z kredytu bankowego. Bank zajmuje się kontrolą działalności przedsiębiorstwa do chwili, gdy pracownicy spłacą zaciągnięty, zwykle długoletni, kredyt.
Przekształcenia takiego rodzaju są oceniane pozytywnie – skutkują one korzystnymi rozwiązaniami społecznymi przy jednoczesnej wysokiej efektywności ekonomicznej.
Polska jest krajem, który w zakresie prywatyzacji przedsiębiorstw państwowych nie wykorzystuje często klasycznej formy ESOP. Głównymi przeszkodami są:
- wysoka stopa procentowa (skutecznie zniechęcająca pracowników do zaciągania kredytów),
- niedowład systemu bankowego.

## Literatura
- Polityka gospodarcza, pod red. Bolesława Winiarskiego, Wydawnictwo Naukowe PWN, Warszawa 1999.